# Shakwe
Shakwe is een dorp in het district Central in Botswana. De plaats telt 976 inwoners (2011).